# Michel Duboille
Michel Duboille, né le 28 décembre 1924 à Saint-Ouen et mort le 1er mai 2020, à Créteil, est un céiste français de slalom. 
Aux Championnats du monde 1949 à Genève, il est médaillé d'or en C2 avec Jacques Rousseau et en C2 par équipe.